# Château de Valrose

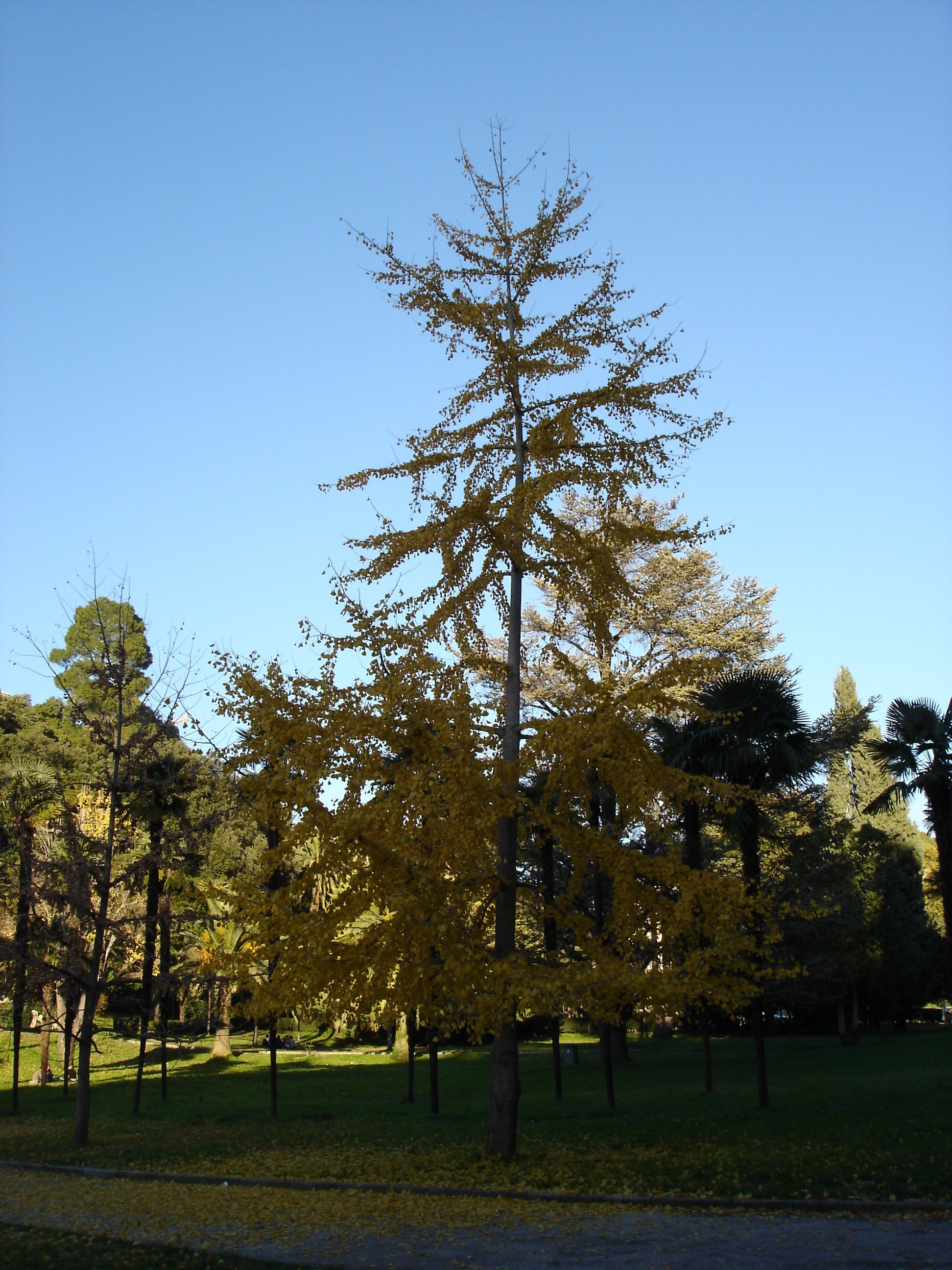
Un ginkgo biloba dans le parc.

Situés dans le quartier Valrose, les châteaux de Valrose et leur parc  constituent un domaine de dix hectares entre l’avenue de Brancolar et la colline de Cimiez, au nord de Nice.
C’est une des rares grandes propriétés de Nice à conserver ses dimensions d’origine. Elle abrite aujourd'hui le campus de l'unité de formation et de recherche sciences de l'université Nice-Sophia-Antipolis ainsi que le siège de cette dernière.

## Historique
Le 21 février 1867, le baron Paul von Derwies, entrepreneur et financier russe, conseiller du tsar Alexandre II, acquiert de grandes parcelles dans ce vallon, et crée sur ce terrain, un domaine des plus fastueux et extravagants de la Riviera de cette fin de XIXe siècle. Il s’attache les services de plusieurs architectes : ses architectes David Grimm et Antonio Croci aidés par le jeune architecte Constantin Scala, auxquels il confie la construction du château, et à Antoine Béranger celle du petit château. L’ajout d'un théâtre transformé en salle de concert est l’œuvre de Mikhaïl Makaroff en 1869, tandis que l’horticulteur Joseph Carlès, auteur des jardins de Monte-Carlo, réalise l’aménagement du parc. Le chantier fournit du travail à plus de 800 ouvriers durant trois ans pour un coût de plusieurs millions de francs-or. 
Le château est de style gothique et son intérieur multiplie les luxes avec plafonds à fresque, lustres de cristal et toiles de maître. Le plus spectaculaire est une salle de concert qui peut accueillir jusqu’à 400 spectateurs munie d'une imposante machinerie en bois visible dans le fond de scène. Dans le parc, Carlès introduit des végétaux provenant principalement d'Italie, les palmiers de Bordighera et autres espèces de Gênes et de Florence. Des serres et une roseraie y sont installées. En 1873, le jardin est aménagé de kiosques, d'une isba ukrainienne, de fausses ruines, de grottes et de statuaire ainsi que de nombreuses pièces d’eau comme des fontaines, des cascades et un étang sur lequel on peut naviguer en barque. Le renouvellement annuel des pelouses nécessite pas moins de sept tonnes de graines. Une centaine de personnes, jardiniers compris, assure l'entretien du domaine. En 1881, Sébastien-Marcel Biasini édifie un monumental portail d’entrée flanqué de tours jumelles, situé à l'est du domaine, avenue prince de Galles à Cimiez. Lorsqu’elle séjourne à l'Excelsior Régina Palace, la reine Victoria possédant la clé de ce portail, aime venir en voisine, se promener dans l’oliveraie du haut du parc. 
De 1870 à 1881, Valrose devient un haut lieu de la vie musicale et mondaine. Le baron loue les services quotidiens d’un orchestre symphonique de 70 musiciens dirigés par les plus grands chefs de l’époque. Il accueille de grands virtuoses parmi lesquels le violoniste Joseph Joachim, le pianiste Francis Planté et la diva Adelina Patti. Le 10 mars 1881, les mondanités atteignent leur apogée lors d'une réception en l’honneur du grand duc Nicolas. Le baron succombe à une apoplexie le 17 juin de la même année. 
En 1899, la banque Von Derwies est déclarée en faillite. La propriété est vendue en 1912 à un certain Poutiloff, qui la revend en 1920, au roi de l’étain bolivien, Simón Iturri Patiño. Celui-ci change l'inscription « Van Derwies » à l'entrée du parc côté avenue Valrose pour y mettre à la place son propre nom « S. Patino » que l'on voit encore de nos jours.
En 1950, la ville de Nice rachète l’ensemble du domaine et le rétrocède à l’Éducation nationale pour y installer le campus Valrose, siège de la présidence de l’université Nice-Sophia-Antipolis et de la faculté des sciences depuis 1965.
Le grand château, le petit château et le parc, sa fabrique de jardin et ses statues, sont classés monuments historiques par arrêté du 22 juillet 1991.